# Top Hunter: Roddy and Cathy
Top Hunter: Roddy and Cathy est un jeu vidéo de type beat them all développé  et édité par SNK en 1994 sur borne d'arcade Neo-Geo MVS et sur console Neo-Geo AES et Neo-Geo CD (NGM 046),,. Le jeu est réédité dans SNK Arcade Classics Vol. 1 le 1er mai 2008, et sur la console virtuelle de Nintendo via la Wii le 14 décembre 2007 (en Europe).

## Réédition
- PlayStation 2 (2008)
- PlayStation Portable (2008)
- Wii (2008)
- Console virtuelle (2010)